# ГЕС Вест-Кієва
ГЕС Вест-Кієва — гідроелектростанція південному сході Австралії. Знаходячись після ГЕС Кловер (29 МВт), становить нижній ступінь каскаду в сточищі річки Кієва, яка дренує західний схил Австралійських Альп та впадає ліворуч до Муррею (басейн Великої Австралійської затоки Індійського океану) одразу після сховища Hume.
Ресурс, відпрацьований на станції Кловер, потрапляє в невелике сховище Кловер з площею поверхні 0,04 км2 та об'ємом 290 тис. м3. Його утримує бетонна гребля на Кієва-Іст-Рівер (правий витік Кієви) висотою 20 метрів та довжиною 75 метрів, яка потребувала 9 тис. м3 матеріалу. Зі сховища ресурс подається у дериваційний тунель довжиною 3,5 км з діаметром 4,8 метра, який виводить до машинного залу, спорудженого на глибині 140 метрів під долиною Кієва-Вест-Рівер (лівий витік Кієви). Крім того, сюди ж по іншому тунелю подається додатковий ресурс від водозабору на останній із двох згаданих річок.
Основне обладнання ГЕС становлять чотири турбіни типу Френсіс, які спершу мали потужність по 14,4 МВт, а потім були модернізовані до показника у 18,5 МВт. Вони забезпечують виробництво 198 млн кВт-год електроенергії на рік.
Відпрацьована вода по відвідному тунелю довжиною 2 км з діаметром 4,8 метра та каналу довжиною 1 км потрапляє у розташоване на правобережжі Кієва-Вест-Рівер балансуюче сховище Mount Beauty Pondage.